# Schu-Mine 42
La Schu-mine 42 (Peu-Mina),també coneguda com a Schützenmine 42, era una mina antipersones dissenyada i produïda en l'alemanya nazi durant la Segona Guerra Mundial. Consistia únicament en una caixa de fusta, que contenia 200 grams de TNT i un detonador tipus ZZ-42. Si algú es posava sobre aquesta caixa, i exercia la suficient pressió, causava que un pin es mogués causant que el detonador s'activés.
La mina era barata de produir, i va ser utilitzada en grans quantitats. Aquesta mina era un exemple de les primeres creades amb l'objectiu de no portar gaire metall, amb l'objectiu de que fos difícil per als detectors de mines detectar-les, i l'única part metàl·lica era una petita quantitat en el detonador de l'arma. Durant la Operació Overlord, l'exèrcit britànic va decidir utilitzar gossos entrenats en la cerca de mines per a trobar-les.

## Disseny
La Schu-Mine 42 contenia una càrrega explosiva de 200 grams d'explosiu TNT, i s'activava mitjançant un detonador ZZ-42 de pressió. El seu disseny estava fet perquè fos molt més difícil, sinó impossible per als detectors de mines que la trobessin.